# تظاهرات

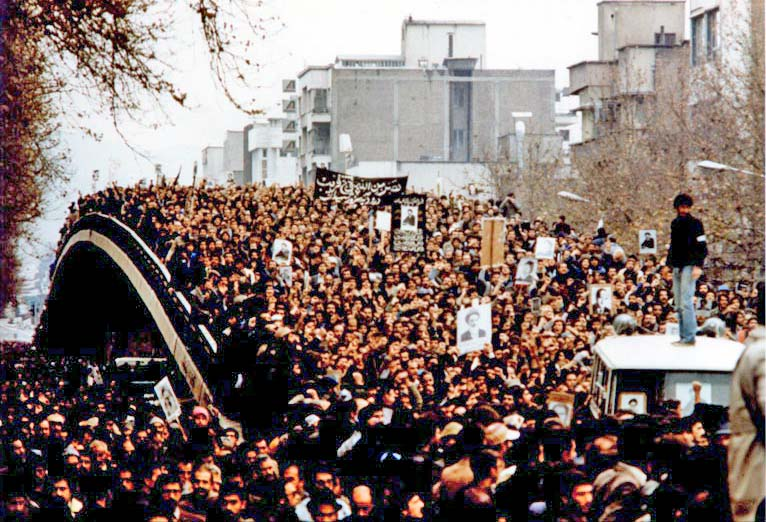
تظاهراتی در جریان انقلاب ۱۳۵۷ ایران

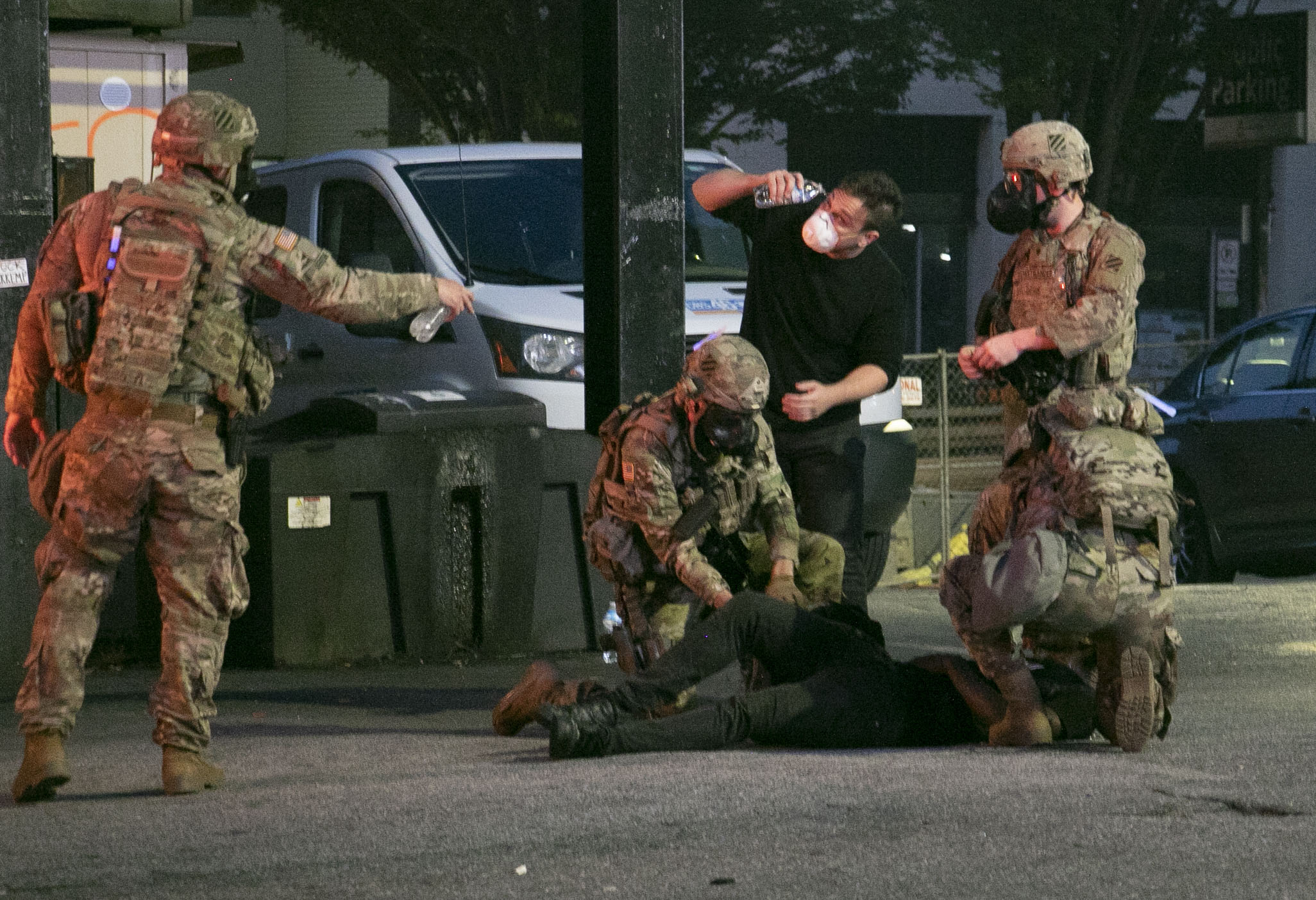
نمایی از نیروهای نظامی که به معترض آسیب‌دیده از گاز اشک‌آور، کمک‌رسانی می‌کنند.

تظاهرات یا راهپیمایی یک کار اعتراض‌آمیز و یک واکنش از سوی جامعه است که در اعتراض به نادرستی‌ها یا مسائل سیاسی و اجتماعی، توسط افرادی از جامعه که نسبت به آن مسائل اعتراض دارند، برپا می‌شود. به افرادی که در تظاهرات شرکت می‌کنند تظاهرکنندگان نیز گفته می‌شود. در تعریف دیگر، تظاهرات به گرد هم آمدن برای اعتراض، توسط افرادی که از چیزی نگران هستند، گفته می‌شود.
یک تظاهرات می‌تواند به شکل راه‌بندان یا تحصن باشد یا کلاً به مانند یک راهپیمایی برگزار شود. تظاهرات‌ها ممکن است با دخالت مخالفان آن (معمولاً نخست، نیروی پلیس) به خشونت کشیده شوند یا کلاً بدون هیچ خشونتی باشند.
پژوهش‌ها نشان داده‌است که کشورهای مرفه بیشتر شاهد تظاهرات بزرگ هستند تا کشورهایی که فقر در آنان، بیشتر است. آزادی اجتماع و حق تظاهرات، ممکن است در هر یک از کشورها، به شیوه‌ای گوناگون اجرا شود یا اینکه مورد پذیرش باشد یا نه.

## روش‌های تظاهرات

### راهپیمایی

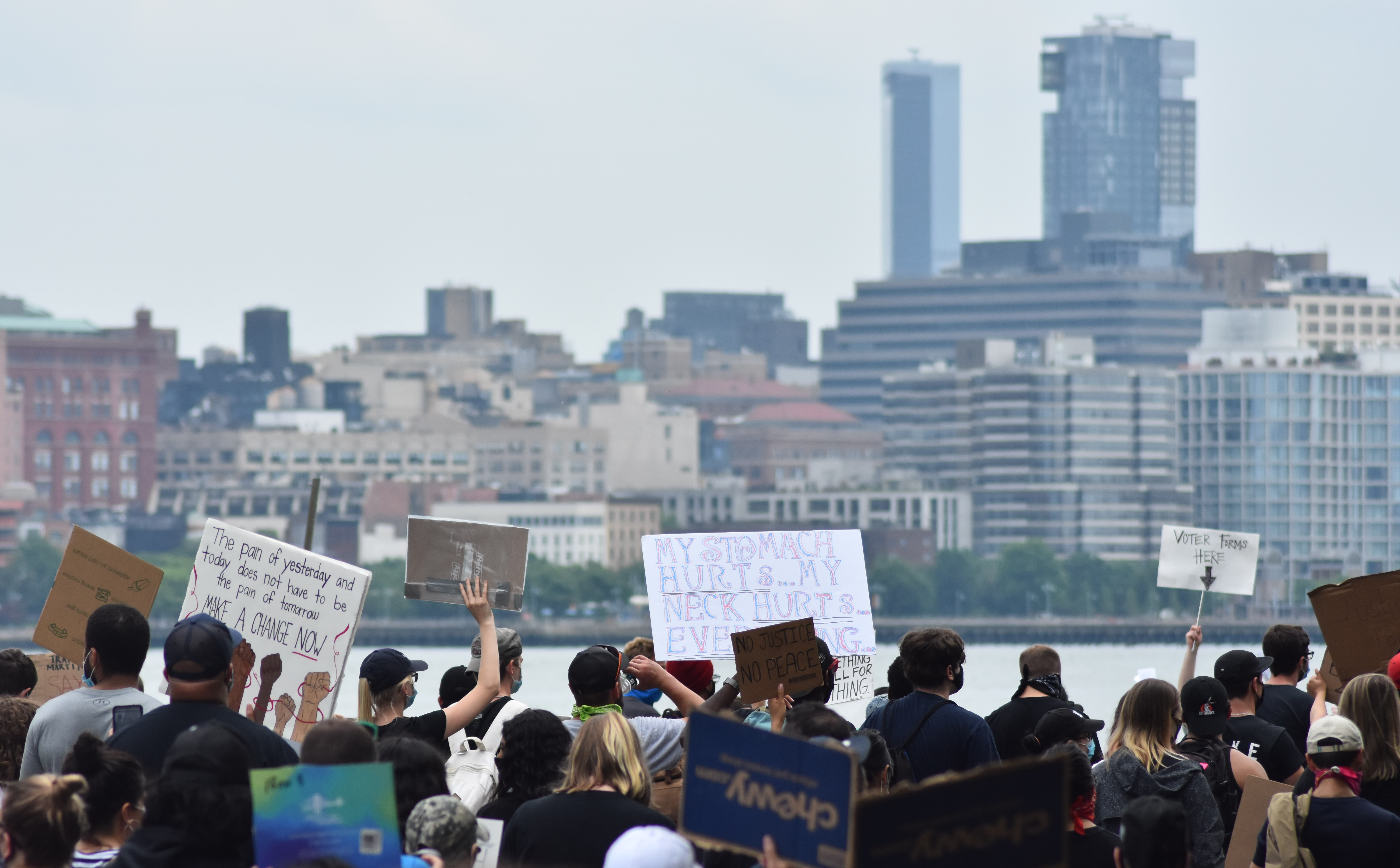
یک راهپیمایی اعتراضی در سال ۲۰۲۰ میلادی

در تظاهرات به روش راهپیمایی، مردم ممکن است مناطقی را به عنوان نقاط شروع اعلام کنند و از آنجا به سمت هدفی، حرکت کنند. این روش، در راهپیمایی حکومتی نیز، به کار می‌رود. در این حین، ممکن است سخنرانی‌ها و نوازندگی‌هایی نیز در هنگام راهپیمایی، انجام شود. همچنین شعار دادن و اعلام خواسته‌ها، از دیگر رویدادهای معمول در این روش است.

### راه‌بندان و تحصن
تحصن و راه‌بندان از راه‌های پرکاربرد دیگر در تظاهرات‌ها هستند. تحصن یا بَست نشینی گونه‌ای کنشِ اعتراضی است که در آن فرد یا افرادی با اشغالِ یک منطقه و بیشتر برای ترویجِ تغییراتِ سیاسی، اجتماعی و اقتصادی به آن دست می‌زنند.

### اشغال اماکن حساس
در تظاهرات‌های بزرگ‌تر، ممکن است معترضان برای به دست گرفتن کنترل یا از کار انداختن اماکن و دستگاه‌های استراتژیک یا ویژه، اقدام کنند. در این موارد، نیروی پلیس ممکن است تلاش می‌کند با کمترین خشونت ممکن، وارد عمل شود. هرچند که در کشورهایی که حقوق بشر در آنان محترم شمرده نمی‌شود، ممکن است خشونت به کار برده شود. پرهیز از خشونت توسط تمام طرف‌ها و پیشگیری از آسیب‌های احتمالی، همواره توسط دیدبان‌های این دسته از رویدادها، پیشنهاد شده‌است.

### برهنگی

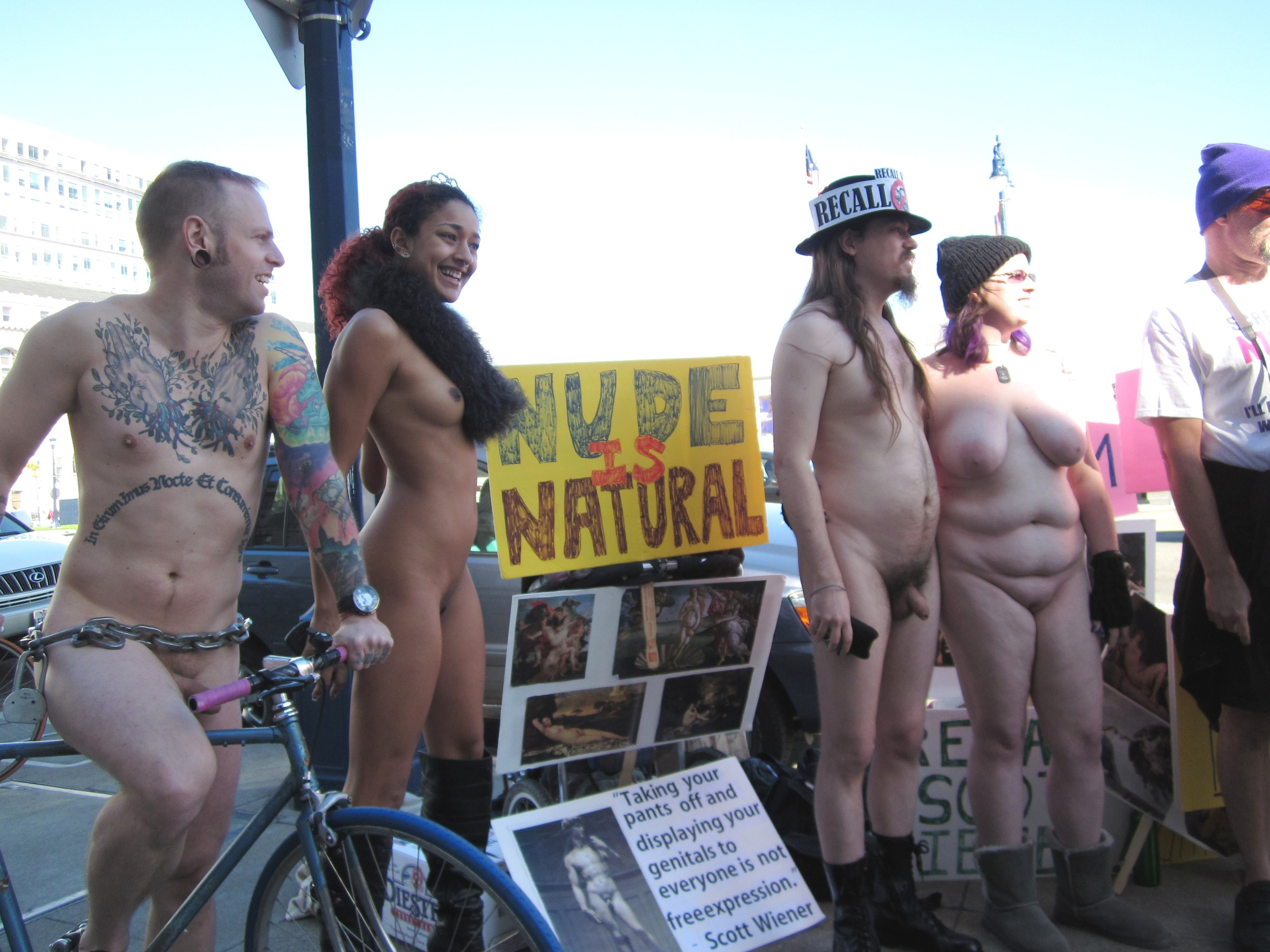
تظاهراتی ضد قانون منع برهنگی در سانفرانسیسکو، ۲۰۱۳

برهنگی در اعتراضات روشی در اعتراض‌ها است که معترض‌ها به سیاست یا قانون، به گونه‌ای دوستانه، به شکل نیمه یا کاملاً، برای جلب توجه برهنه می‌شوند. این‌گونه اعتراضات بیشتر در زمینهٔ پشتیبانی از حقوق بشر، توقف جنگ و حقوق حیوانات دیده می‌شود.

### زنجیره انسانی
زنجیره انسانی یک حرکت نمادین در اعتراض به یک موضوع مورد مخالفت است، که برای شعله‌ور کردن اتحاد در اعتراضات به کار می‌رود، و این مفهوم را بردوش می‌گیرد. در جوامع اسلامی زنجیره انسانی میان زنان و مردان از دست دادن پرهیز می کنند.

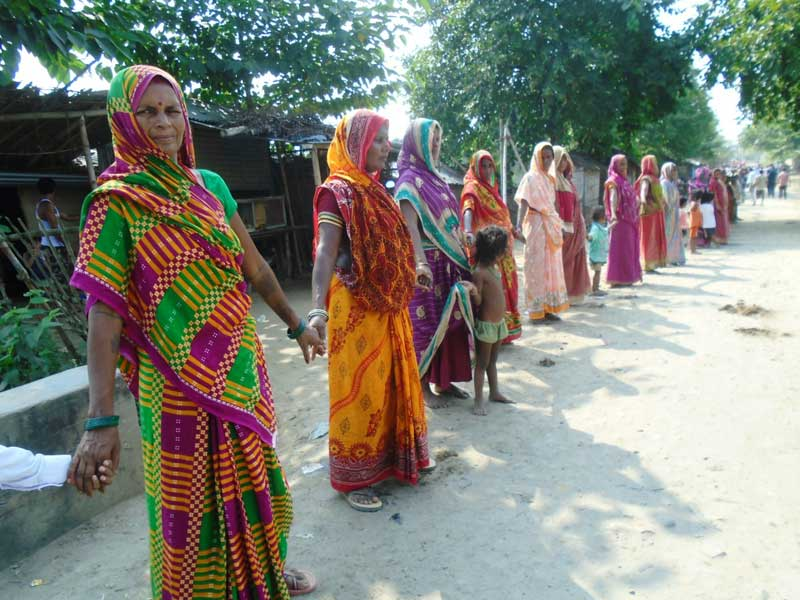
زنجیره انسانی

## روش‌های کنترل و دفع اعتراضات مردم

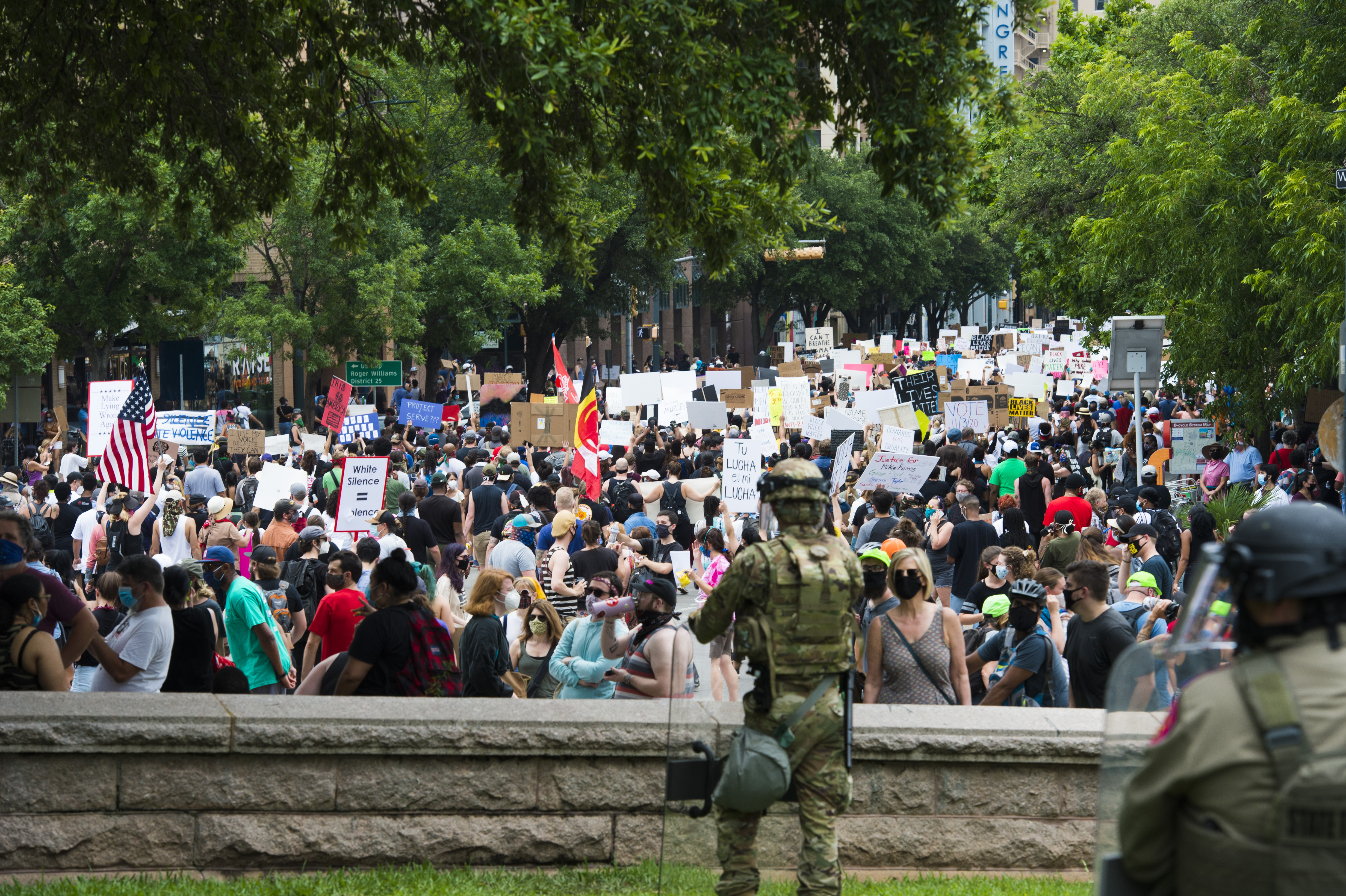
یک تظاهرات در سال ۲۰۲۰ میلادی؛ نیروی نظامی معترضان را تماشا می‌کند.

با استفاده از روش‌های معمول، دوستانه و بدون خشونت کنترل انبوه مردم می‌توان از جمع شدن بیشتر مردم، پیش‌گیری کرد. در کشورهایی چون ایران، از قطع اینترنت نیز برای پیشگیری از گسترش اخبار تظاهرات و افزایش مردم معترض، استفاده می‌شود و در مواقع حساس، اینترنت این کشور، قطع می‌گردد.

## چرایی‌ها
به عنوان نمونه، در بررسی برخی از تظاهرات‌های دههٔ اخیر در ایران، وضع اقتصادی، سیاسی داخلی و خارجی و مسائل اجتماعی همانند بیکاری، فقر و مشکلات حاصل از آنان، از چرایی‌های تظاهرات بوده‌اند.

## ضد تظاهرکنندگان و تظاهرات سازمان‌یافته حکومتی
ضد تظاهرکنندگان که ممکن است به شکل غیراخلاقی تظاهرات سازمان‌یافته حکومتی وارد عمل شوند، گروهی هستند که به مقابله با مردم معترض می‌پردازند و با تظاهرات آنان، مخالفت دارند. این گروه‌ها، ممکن است سعی در ایجاد خشونت در تظاهرات نخستین، کنند.

## تظاهرات در کشورها

### ایالات متحده

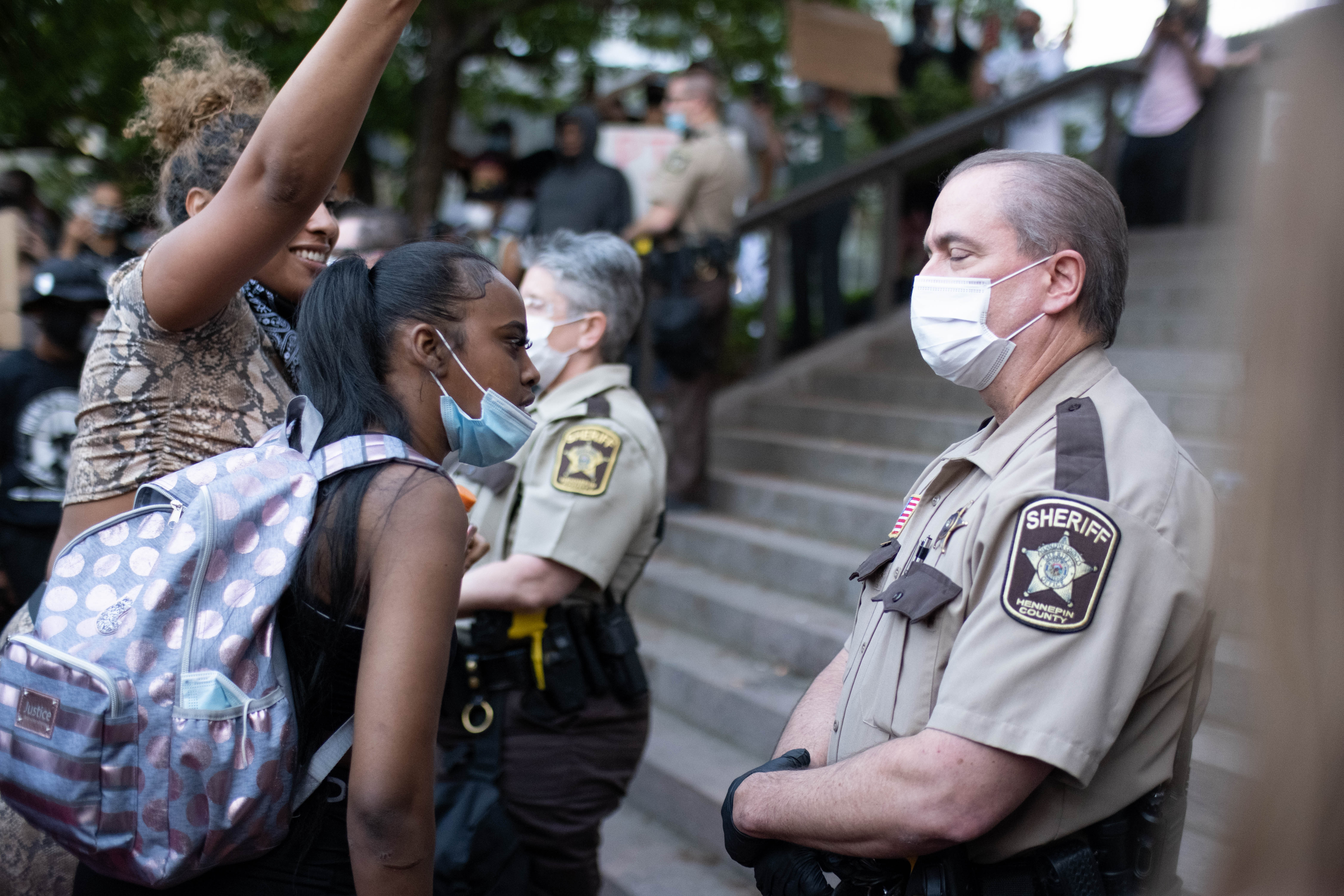
نمایی از اعتراضات به کشته‌شدن جورج فلوید

متمم اول قانون اساسی ایالات متحده آمریکا، به‌طور ویژه، آزادی اجتماعات را برای مردم، در نظر گرفته‌است.